# Joe Zanussi
Pour les articles homonymes, voir Zanussi.
Joe Zanussi (né le 25 septembre 1947  à Rossland, en Colombie-Britannique, au Canada) est un joueur professionnel canadien de hockey sur glace. Il évolue au poste de défenseur dans les années 1970.

## Biographie
Zanussi commence sa carrière en jouant pour les Broncos de Swift Current dans la Western Canada Junior Hockey League en 1967-1968 puis rejoint les Bruins d'Estevan pour jouer la Coupe Memorial. La saison suivante, il rejoint les Jets de Johnstown dans l’Eastern Hockey League puis joue trois saisons dans la Ligue centrale de hockey avec les Wings de Fort Worth. En 1971, il est élu meilleur joueur de la ligue.
En 1972-1973, il rejoint les rangs de l'Association mondiale de hockey en jouant avec les Jets de Winnipeg ; il y passe deux saisons avant d'intégrer les Rangers de New York de la Ligue nationale de hockey en 1974-1975. Il remporte à la fin de la saison le trophée Eddie-Shore du meilleur défenseur de la Ligue américaine de hockey alors qu'il évolue avec les Reds de Providence.
Au début de la saison 1975-1976, il est échangé avec Brad Park et avec Jean Ratelle aux Bruins de Boston en retour de Phil Esposito et de Carol Vadnais. Au cours de la saison suivante, il change une nouvelle fois d'équipe rejoignant les Blues de Saint-Louis ; il passe la saison à jouer dans la LNH mais également dans la Ligue centrale de hockey pour les Blues de Kansas City. Il met fin à sa carrière à la fin de la saison 1977-1978.

## Statistiques
| Saison    | Équipe                     | Ligue          |    | Saison régulière | Saison régulière | Saison régulière | Saison régulière | Saison régulière |   | Séries éliminatoires | Séries éliminatoires | Séries éliminatoires | Séries éliminatoires | Séries éliminatoires |
| Saison    | Équipe                     | Ligue          | PJ | B                | A                | Pts              | Pun              | PJ               | B | A                    | Pts                  | Pun                  |                      |                      |
| 1966-1967 | Oil Kings d'Edmonton       | CMJHL          | 42 | 11               | 17               | 28               | 33               | 9                | 2 | 2                    | 4                    | 6                    |                      |                      |
| 1967-1968 | Broncos de Swift Current   | WCJHL          | 57 | 17               | 48               | 65               | 46               |                  |   |                      |                      |                      |                      |                      |
| 1967-1968 | Bruins d'Estevan           | Coupe Memorial |    |                  |                  |                  |                  | 4                | 0 | 0                    | 0                    | 2                    |                      |                      |
| 1968-1969 | Jets de Johnstown          | EHL            | 72 | 20               | 36               | 56               | 107              | 3                | 2 | 1                    | 3                    | 12                   |                      |                      |
| 1969-1970 | Wings de Fort Worth        | LCH            | 56 | 4                | 9                | 13               | 65               | 7                | 1 | 0                    | 1                    | 16                   |                      |                      |
| 1970-1971 | Wings de Fort Worth        | LCH            | 72 | 13               | 19               | 32               | 172              | 3                | 0 | 1                    | 1                    | 4                    |                      |                      |
| 1971-1972 | Wings de Fort Worth        | LCH            | 48 | 4                | 24               | 28               | 69               | 7                | 0 | 1                    | 1                    | 18                   |                      |                      |
| 1972-1973 | Jets de Winnipeg           | AMH            | 73 | 4                | 21               | 25               | 53               | 14               | 2 | 5                    | 7                    | 6                    |                      |                      |
| 1973-1974 | Jets de Winnipeg           | AMH            | 76 | 3                | 22               | 25               | 53               | 4                | 0 | 0                    | 0                    | 0                    |                      |                      |
| 1974-1975 | Rangers de New York        | LNH            | 8  | 0                | 2                | 2                | 4                |                  |   |                      |                      |                      |                      |                      |
| 1974-1975 | Reds de Providence         | LAH            | 64 | 22               | 36               | 58               | 76               | 3                | 1 | 0                    | 1                    | 4                    |                      |                      |
| 1975-1976 | Reds de Providence         | LAH            | 11 | 8                | 11               | 19               | 29               |                  |   |                      |                      |                      |                      |                      |
| 1975-1976 | Bruins de Boston           | LNH            | 60 | 1                | 7                | 8                | 30               | 4                | 0 | 1                    | 1                    | 2                    |                      |                      |
| 1975-1976 | Americans de Rochester     | LAH            | 2  | 0                | 1                | 1                | 2                |                  |   |                      |                      |                      |                      |                      |
| 1976-1977 | Bruins de Boston           | LNH            | 8  | 0                | 1                | 1                | 8                |                  |   |                      |                      |                      |                      |                      |
| 1976-1977 | Americans de Rochester     | LAH            | 17 | 1                | 9                | 10               | 18               |                  |   |                      |                      |                      |                      |                      |
| 1976-1977 | Blues de Saint-Louis       | LNH            | 11 | 0                | 3                | 3                | 4                |                  |   |                      |                      |                      |                      |                      |
| 1976-1977 | Blues de Kansas City       | LCH            | 30 | 4                | 14               | 18               | 26               | 10               | 2 | 2                    | 4                    | 14                   |                      |                      |
| 1977-1978 | Golden Eagles de Salt Lake | LCH            | 71 | 10               | 24               | 34               | 74               | 6                | 1 | 4                    | 5                    | 2                    |                      |                      |